# Bactrocera munda
Bactrocera munda
 es una especie de insecto díptero que Mario Bezzi describió científicamente por primera vez en 1919. Esta especie pertenece al género Bactrocera de la familia Tephritidae.  